# Conservadurismo verde

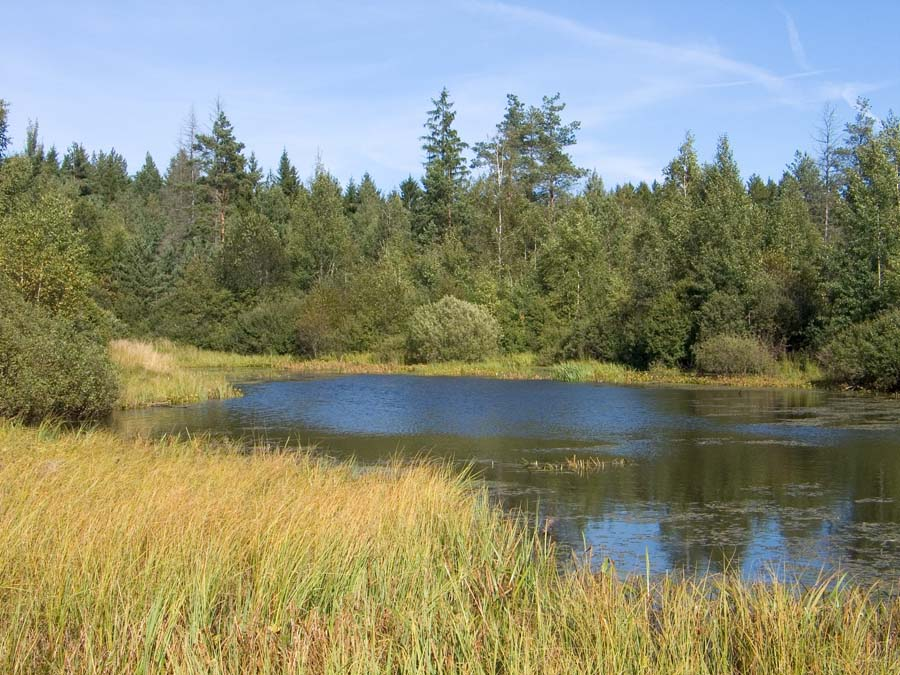
Ambiente natural.

Conservadurismo verde o el Eco-conservadurismo es un subconjunto del pensamiento conservador que han incorporado a su ideología las preocupaciones y la proyección de políticas sociales, culturales y económicas que promuevan la conservación del medio ambiente natural. Históricamente los movimientos ecologistas se han ubicado a la izquierda del espectro político, ya que han sido rechazos o ignorados por parte de los movimientos y partidos de derecha como es el caso del conservador Partido Republicano de Estados Unidos, donde los dirigentes de dicha agrupación política promueven la tesis de que los cambios en el clima no son originados por la actividad humana, aunque en la actualidad existen agrupaciones partidistas de derecha en Europa que están revirtiendo esta tendencia, como es el caso de Alemania donde se espera que para el año 2022 el país elimine todo rastro de fuente de energía procedente de la fisión nuclear y el Reino Unido donde el primer ministro conservador (2010-2016) David Cameron reconoce la iniciativa de atacar el calentamiento global y el caso de Canadá en América donde en la región de Columbia Británica entre otras políticas ha establecido un impuesto para compañías emisoras de dióxido de carbono.

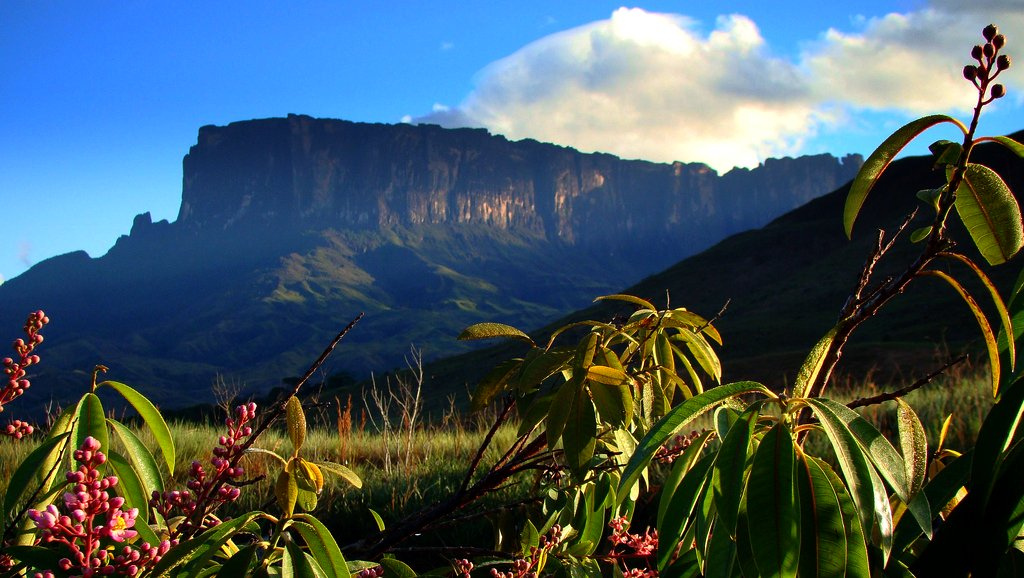
Tepuy Kukenan, en el Parque nacional Canaima, Venezuela.